# Adiantum isthmicum
Adiantum isthmicum là một loài thực vật có mạch trong họ Adiantaceae. Loài này được B. Zimmer miêu tả khoa học đầu tiên năm 1989.